# Sci alpino ai VI Giochi olimpici invernali
Le competizioni dello sci alpino dei VI Giochi olimpici invernali si sono svolte dal 14 al 20 febbraio 1952 sulla piste Norefjell e Rødkleiva a Oslo. A differenza di Sankt Moritz 1948 è stata cancellata la prova, sia maschile che femminile,  della combinata alpina (che ritornerà per i giochi di Calgary 1988) è introdotta la prova dello slalom gigante per entrambi i sessi.

## Calendario
| Sci alpino ai VI Giochi olimpici invernali | Sci alpino ai VI Giochi olimpici invernali | Sci alpino ai VI Giochi olimpici invernali | Sci alpino ai VI Giochi olimpici invernali | Sci alpino ai VI Giochi olimpici invernali | Sci alpino ai VI Giochi olimpici invernali | Sci alpino ai VI Giochi olimpici invernali | Sci alpino ai VI Giochi olimpici invernali | Sci alpino ai VI Giochi olimpici invernali | Sci alpino ai VI Giochi olimpici invernali | Sci alpino ai VI Giochi olimpici invernali | Sci alpino ai VI Giochi olimpici invernali | Sci alpino ai VI Giochi olimpici invernali |
| Eventi / Giorni                            | Febbraio 1952                              | Febbraio 1952                              | Febbraio 1952                              | Febbraio 1952                              | Febbraio 1952                              | Febbraio 1952                              | Febbraio 1952                              | Febbraio 1952                              | Febbraio 1952                              | Febbraio 1952                              | Febbraio 1952                              | Febbraio 1952                              |
| Eventi / Giorni                            | 14                                         | 15                                         | 16                                         | 17                                         | 18                                         | 19                                         | 20                                         | 21                                         | 22                                         | 23                                         | 24                                         | 25                                         |
| ------------------------------------------ | ------------------------------------------ | ------------------------------------------ | ------------------------------------------ | ------------------------------------------ | ------------------------------------------ | ------------------------------------------ | ------------------------------------------ | ------------------------------------------ | ------------------------------------------ | ------------------------------------------ | ------------------------------------------ | ------------------------------------------ |
| Discesa libera                             |                                            |                                            | Maschile                                   | Femminile                                  |                                            |                                            |                                            |                                            |                                            |                                            |                                            |                                            |
| Slalom gigante                             | Femminile                                  | Maschile                                   |                                            |                                            |                                            |                                            |                                            |                                            |                                            |                                            |                                            |                                            |
| Slalom speciale                            |                                            |                                            |                                            |                                            |                                            | Maschile                                   | Femminile                                  |                                            |                                            |                                            |                                            |                                            |

## Podi
| Evento                     | Oro                  | Perform. | Argento           | Perform. | Bronzo            | Perform. |
| Gare Maschili              |                      |          |                   |          |                   |          |
| Discesa libera (dettagli)  | Zeno Colò            | 2'30"8   | Othmar Schneider  | 2'32"0   | Christian Pravda  | 2'32"4   |
| Slalom gigante (dettagli)  | Stein Eriksen        | 2'25"0   | Christian Pravda  | 2'26"9   | Toni Spiß         | 2'28"8   |
| Slalom speciale (dettagli) | Othmar Schneider     | 2'00"0   | Stein Eriksen     | 2'01"2   | Guttorm Berge     | 2'01"7   |
| Gare Femminili             |                      |          |                   |          |                   |          |
| Discesa libera (dettagli)  | Trude Beiser         | 1'47"1   | Annemarie Buchner | 1'48"0   | Giuliana Minuzzo  | 1'49"0   |
| Slalom gigante (dettagli)  | Andrea Mead Lawrence | 2'06"8   | Dagmar Rom        | 2'09"0   | Annemarie Buchner | 2'10"0   |
| Slalom speciale (dettagli) | Andrea Mead Lawrence | 2'10"6   | Ossi Reichert     | 2'11"4   | Annemarie Buchner | 2'13"3   |

## Medagliere
| Posizione | Paese       |   |   |   | Totale |
| --------- | ----------- | - | - | - | ------ |
| 1         | Austria     | 2 | 3 | 2 | 7      |
| 2         | Stati Uniti | 2 | 0 | 0 | 2      |
| 3         | Norvegia    | 1 | 1 | 1 | 3      |
| 4         | Italia      | 1 | 0 | 1 | 2      |
| 5         | Germania    | 0 | 2 | 2 | 4      |
| Totale    | Totale      | 6 | 6 | 6 | 18     |